# Arquidiocese de Colombo
A Arquidiocese de Colombo ou de Columbo (Archidiœcesis Columbensis in Taprobane) é uma arquidiocese da Igreja Católica situada em Colombo, no Sri Lanka. É fruto da elevação da diocese de Colombo. Seu atual arcebispo é Albert Malcolm Ranjith Patabendige Don. Sua sé é a Catedral Santa Lúcia.

## Paróquias
Possui 130 paróquias.

## História
Foi erigida como a Diocese do Ceilão, em território separado da Diocese de Cochin pelo Papa Gregório XVI em 3 de dezembro de 1834.
Renomeada como Diocese de Colombo em 17 de fevereiro de 1845, tendo perdido território para estabelecer o então Vicariato Apostólico de Jaffna (agora uma diocese sufragânea).
Perdeu território em 20 de abril de 1883, para estabelecer o então Vicariato Apostólico de Kandy (agora sua diocese sufragânea)
Papa Leão XIII elevou-a a Arquidiocese Metropolitana de Colombo em 1º de setembro de 1886.
Perdeu territórios repetidamente: em 1893 para estabelecer Diocese de Galle e Diocese de Trincomalee, em 1939 para estabelecer Diocese de Chilaw, todas as três como suas sufragâneas
Seu nome foi alterado pelo Papa Pio XII para Arquidiocese de Colombo no Ceilão em 6 de dezembro de 1944, mas foi devolvido simplesmente para a Arquidiocese de Colombo em 22 de maio de 1972 pelo Papa Paulo VI.
Recebeu visitas papais do Papa Paulo VI (dezembro de 1970), do Papa João Paulo II (janeiro de 1995) e do Papa Francisco (janeiro de 2015).

## Bispos e Arcebispos
|                     | Nome                                           | Período    | Notas                             |
| Arcebispos          | Arcebispos                                     | Arcebispos | Arcebispos                        |
| ------------------- | ---------------------------------------------- | ---------- | --------------------------------- |
| 9º                  | Albert Malcolm Cardeal Ranjith Patabendige Don | 2009-      | Atual                             |
| 8º                  | Oswald Thomas Colman Gomis †                   | 2002-2009  |                                   |
| 7º                  | Nicholas Marcus Fernando †                     | 1977-2002  |                                   |
| 6º                  | Thomas Benjamin Cardeal Cooray, O.M.I. †       | 1947-1976  |                                   |
| 5º                  | Jean-Marie Masson, O.M.I. †                    | 1938-1947  |                                   |
| 4º                  | Pierre-Guillaume Marque, O.M.I. †              | 1929-1937  |                                   |
| 3º                  | Antoine Coudert, O.M.I. †                      | 1905-1929  |                                   |
| 2º                  | André-Théophile Mélizan, O.M.I. †              | 1893-1905  |                                   |
| 1º                  | Christophe-Ernest Bonjean, O.M.I. †            | 1886-1892  |                                   |
| Arcebispo-coadjutor |                                                |            |                                   |
|                     | Thomas Benjamin Cooray, O.M.I. †               | 1945-1947  |                                   |
|                     | Antoine Coudert, O.M.I.                        | 1898-1905  |                                   |
| Bispos              |                                                |            |                                   |
|                     | Anton Ranjith Pillainayagam                    | 2020-      | atual                             |
|                     | Jayakody Aratchige Don Anton Jayakody          | 2018-      | atual                             |
|                     | Sampathawaduge Maxwell Grenville Silva         | 2011-      | atual                             |
|                     | Fidelis Lionel Emmanuel Fernando               | 2011-2017  | Nomeado Bispo de Mannar           |
|                     | Vincent Marius Joseph Peiris                   | 2000-2018  |                                   |
|                     | Albert Malcolm Ranjith Patabendige Don         | 1991-1995  | Nomeado Bispo de Ratnapura        |
|                     | Edmund Joseph Fernando, O.M.I.                 | 1968-1983  | Nomeado Bispo de Badulla          |
|                     | Oswald Thomas Colman Gomis                     | 1968-1995  | Nomeado Bispo de Anuradhapura     |
|                     | Frank Marcus Fernando                          | 1965-1968  | Nomeado Bispo coadjutor de Chilaw |
|                     | Anthony de Saram                               | 1962-1965  | Nomeado Bispo de Galle            |
| 8º                  | Christophe-Ernest Bonjean, O.M.I. †            | 1883-1886  |                                   |
| 7º                  | Clemente Pagnani, O.S.B. †                     | 1879-1883  | Nomeado Bispo de Kandy            |
| 6º                  | Hilarion Sillani (Silani), O.S.B. †            | 1863-1879  |                                   |
| 5º                  | Giuseppe Maria Bravi, O.S.B. †                 | 1857-1860  |                                   |
| 4º                  | Gaetano Antonio Mulsuce, C.O. †                | 1843-1857  |                                   |
| 3º                  | Charles William Russell †                      | 1842       |                                   |
| 2º                  | Vincent del Rosario, C.O. †                    | 1836-1842  |                                   |
| 1º                  | Francisco Xavier, C.O. †                       | 1834       | morreu antes de assumir           |
| Bispos-coadjutores  |                                                |            |                                   |
|                     | Giuseppe Maria Bravi, O.S.B.                   | 1849-1857  |                                   |
|                     | Orazio Bettacchini, C.O.                       | 1845-1849  | Nomeado Bispo de Jaffna           |